# عبد الكريم برشيد
عبد الكريم برشيد كاتب صحفي ومؤلف ومخرج مسرحي وُلد سنة 1943 بمدينة بركان شرق المغرب.

## تعليمه
- ليسانس الأدب العربي بكلية الآداب والعلوم الإنسانية بفاس 1971
- ديبلوم التربية وعلم النفس بكلية الآداب والعلوم الإنسانية بفاس 1971
- ديبلوم الدراسات العليا المعمقة (ماجيستير) بأطروحة في موضوع «الاحتفالية وهزات العصر» جامعة المولى إسماعيل بمكناس 2001
- دكتوراه بأطروحة في موضوع «تيارات المسرح العربي المعاصر، من النشأة إلى الارتقاء» جامعة المولى إسماعيل بمكناس
- دبلوم في الإخراج المسرحي من أكاديمية مونبوليي بفرنسا سنة 1973

## مناصب
- شغل مهمة مستشار لوزير الثقافة د. السعيد بلبشير سنة 1983.
- عضو اتحاد كتاب المغرب.
- رئيس تحرير مجلة التأسيس-دفاتر مسرحية والتي أصدرت من مدينة مكناس سنة 1986.
- يشغل حاليا مهام مندوب إقليمي لوزارة الثقافة على اقليم محافظة الخميسات

## صفاته
نذر حياته للمسرح ابداعا ونقدا وتنظيرا، وهو الاب الروحي للاحتفالية في المسرح؛ ذلك انه إلى جانب كونه مبدعا متميزا بنصوصه المسرحية ذات الطابع التجريبي قد قدّم التنظير على شكل بيانات تحمل اسم «بيانات المسرح الاحتفالي»؛ وقد جمع هذه البيانات في كتاب سمّاه «المسرح الاحتفالي»، ثم تلت ذلك كتب نقدية تحمل سمات التنظير أهمها: «الكائن والممكن في المسرح الاحتفالي» و«الاحتفالية: مواقف مضادّة» و«الاحتفالية في أفق التسعينات» و«غابة الاشارات».

## أعماله
- له أكثر من ثلاثين نصا مسرحيا، كُتبت كلها باللغة العربية الفصحى.

كتب العديد من النصوص المسرحية التي تُرجم بعضها إلى اللغة الفرنسية وإلى الإنجليزية والإسبانية والكردية أهمها:
- عنترة في المرايا المكسرة
- الحومات
- السرجان والميزان
- سالف لونجة
- الزاوية
- منديل الامان
- حكاية العربة
- ابن الرومي في مدن الصفيح سنة 1975
- الناس والحجارة
- عطيل والخيل والبارود
- عرس الأطلس
- فاوست والاميرة الصلعاء
- امرؤ القيس في باريس
- أسس سنة 1971 فرقة مسرحية في مدينة الخميسات، وأخرج لهذه الفرقة التي تحمل اسم «النهضة» عددا من المسرحيات أهمها: «حكاية جوقة التماثيل» لسعد الله ونوس و «الحسن يموت مرتين» عن نص من نصوص التعازي الشعبية.

## من مؤلفاته
- حدود الكائن والممكن في المسرح الاحتفالي.
- أربعة نصوص مسرحية (على باب الوزير- ديوان الحشاشين- صياد النعام- يا ليل يا عين).
- فلسفة التعييد الاحتفالي في اليومي وما وراء اليومي.
- الإحتفالية مواقف ومواقف مضادة.

## تكريم
- كرمه مهرجان القاهرة للمسرح التجريبي في سبتمبر 1991.
- كرمه مهرجان القصر الدولي للمسرح في مارس سنة 2015.

## المصدر
- من بطاقة التعريف للكاتب في العدد 77 من مشروع كتاب في جريدة بعنوان «امرئ القيس في باريس-ج1».
- رابط تحميل المسرحية هو امرئ القيس في باريس-ج1